# Drôme (departement)
Drôme (26; Occitaans: Droma) is een Frans departement, gelegen in de regio Auvergne-Rhône-Alpes. De prefectuur is Valence.

## Geschiedenis
Het departement was een van de 83 departementen die werden gecreëerd tijdens de Franse Revolutie, op 4 maart 1790 door uitvoering van de wet van 22 december 1789, uitgaand van een deel van de provincie Dauphiné.
De grenzen van dit departement werden gewijzigd naar aanleiding van de annexatie van het Comtat Venaissin in 1792 en bij het aanmaken van het departement Vaucluse in 1793.

## Geografie
Het departement Drôme maakt deel uit van de regio Auvergne-Rhône-Alpes sinds 1 januari 2016. Voorheen maakte het departement deel uit van Rhône-Alpes. Het wordt begrensd door de departementen Ardèche, Isère, Hautes-Alpes, Alpes-de-Haute-Provence en Vaucluse. Het kanton Valréas, tot de Franse Revolutie Enclave des papes genoemd, behoort bij het departement Vaucluse, maar wordt geheel omringd door het departement Drôme.
Het departement ontleent zijn naam aan de rivier de Drôme, een zijrivier van de Rhône, met een lengte van 110 km.
Drôme bestaat uit de drie arrondissementen:
- Die
- Nyons
- Valence

Drôme telt 19 kantons:
- Kantons van Drôme

Drôme telt 363 gemeenten:
- Lijst van gemeenten in het departement Drôme

## Demografie
De inwoners van Drôme heten Drômois.

### Demografische evolutie sinds 1962
| Naam       | Index 1962 | Index 1968 | Index 1975 | Index 1982 | Index 1990 | Index 1999 | Index 2008 | Index 2019 |
| ---------- | ---------- | ---------- | ---------- | ---------- | ---------- | ---------- | ---------- | ---------- |
| Drôme      | 100,0      | 112,7      | 118,9      | 128,1      | 136,1      | 143,9      | 157,1      | 169,9      |
| Frankrijk* | 100,0      | 107,1      | 113,3      | 117,0      | 121,9      | 126,0      | 133,8      | 140,1      |

| Naam       | Inw./Km² 1962 | Inw./km² 1968 | Inw./km² 1975 | Inw./km² 1982 | Inw./km² 1990 | Inw./km² 1999 | Inw./km² 2008 | Inw./km² 2019 |
| ---------- | ------------- | ------------- | ------------- | ------------- | ------------- | ------------- | ------------- | ------------- |
| Drôme      | 46,6          | 52,5          | 55,4          | 59,7          | 63,4          | 67,0          | 73,2          | 79,1          |
| Frankrijk* | 84,2          | 90,1          | 95,4          | 98,5          | 102,7         | 106,1         | 112,7         | 119,7         |

Frankrijk* = exclusief overzeese gebieden
Bron: Recensement Populaire INSEE - 1962 tot 1999 population sans doubles comptes, nadien Population Municipale
Op 1 januari 2022 had Drôme 521.432 inwoners.

### De 10 grootste gemeenten in het departement
| Nr. | Gemeente                  | Aantal inwoners (2022) |
| --- | ------------------------- | ---------------------- |
| 1   | Valence                   | 64.288                 |
| 2   | Montélimar                | 40.356                 |
| 3   | Romans-sur-Isère          | 33.139                 |
| 4   | Bourg-lès-Valence         | 19.872                 |
| 5   | Pierrelatte               | 13.909                 |
| 6   | Portes-lès-Valence        | 10.369                 |
| 7   | Bourg-de-Péage            | 9.777                  |
| 8   | Livron-sur-Drôme          | 9.272                  |
| 9   | Saint-Paul-Trois-Châteaux | 8.776                  |
| 10  | Crest                     | 8.712                  |

## Afbeeldingen

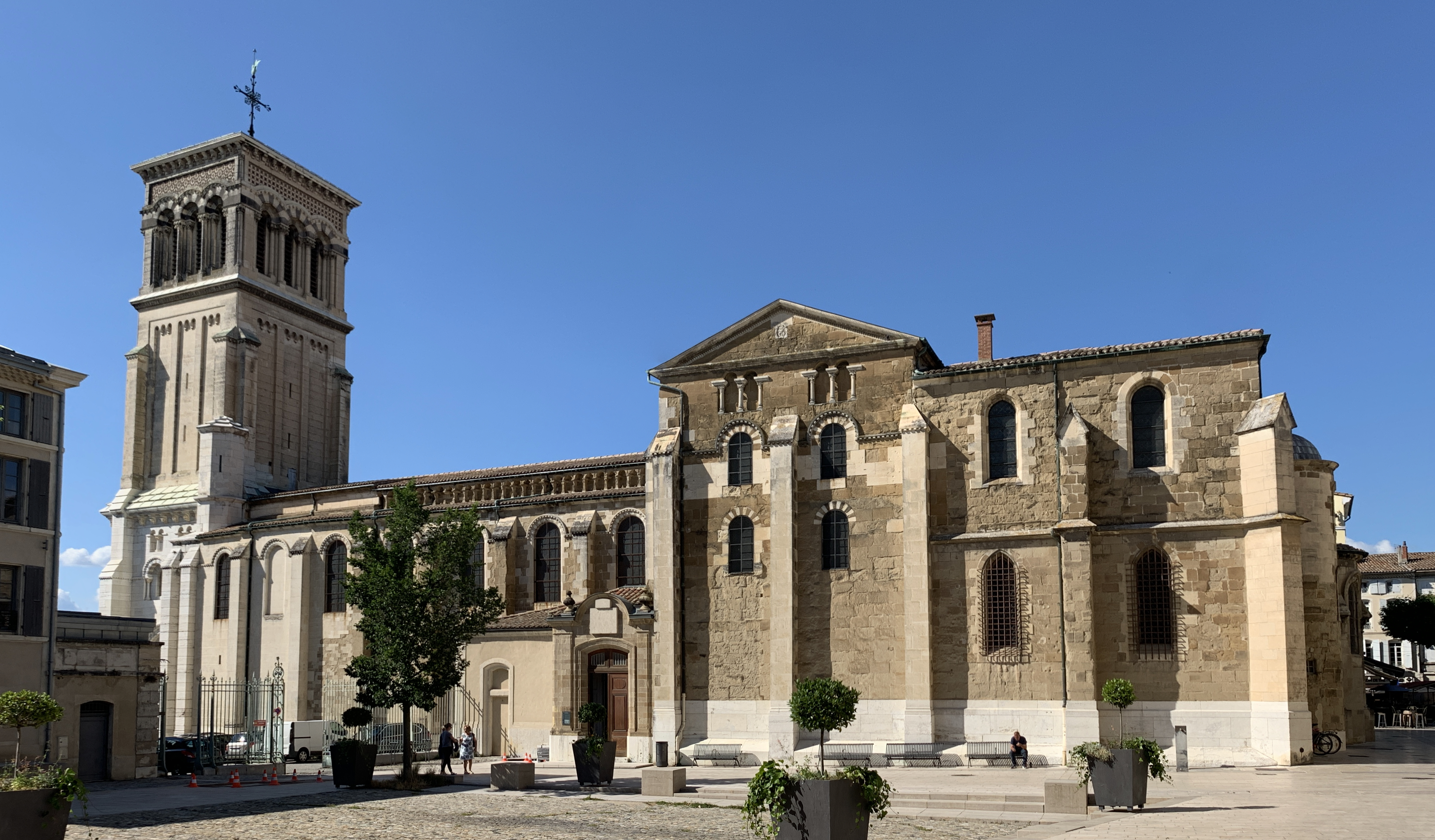
Kathedraal van Valence
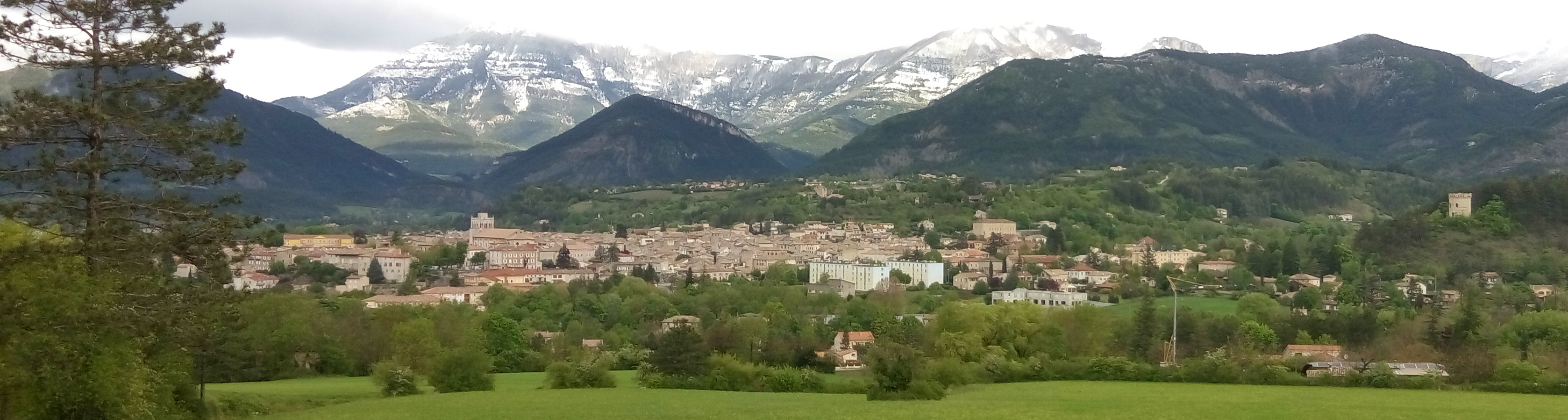
Gezicht op Die
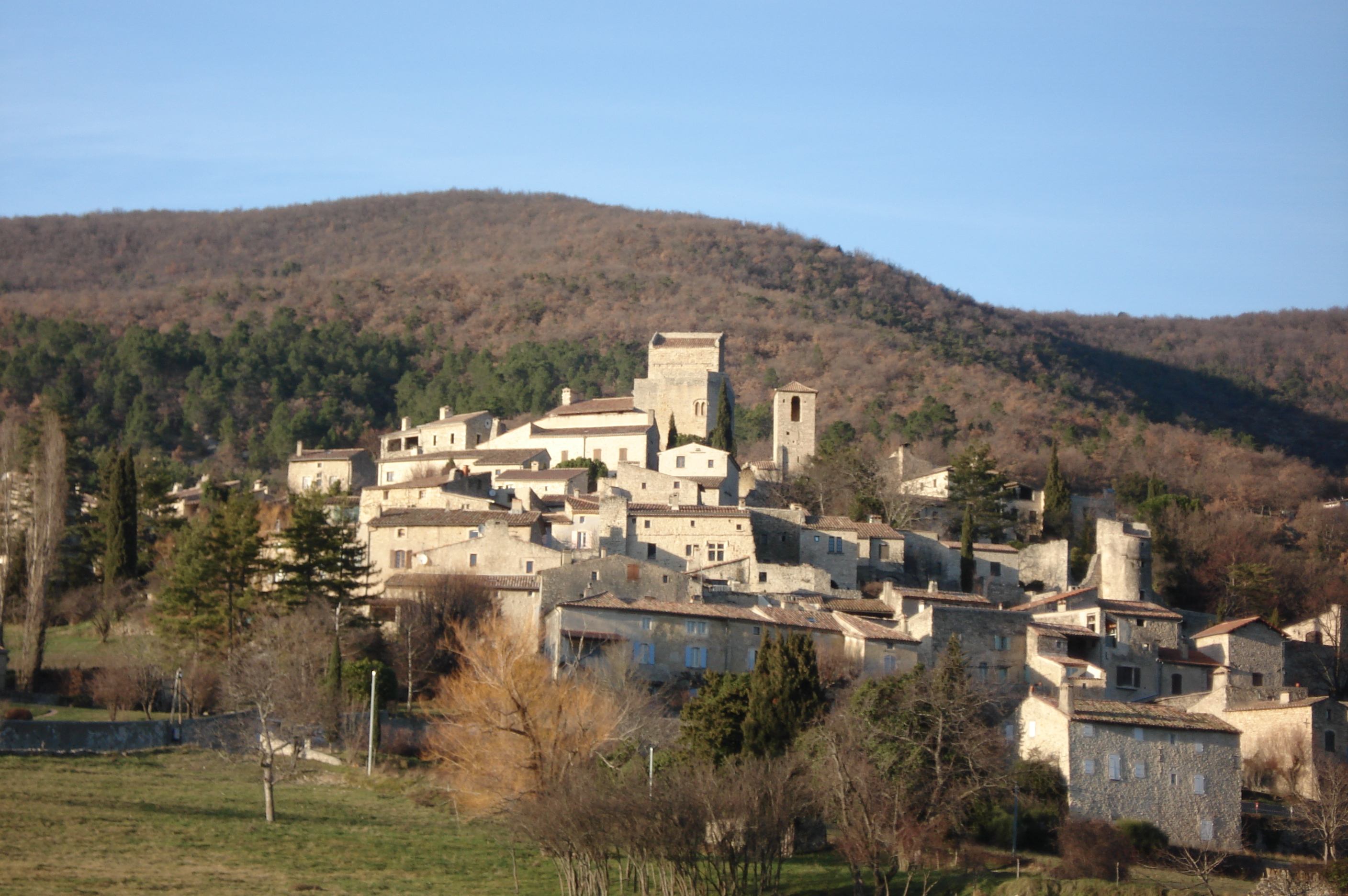
Le Poët-Laval
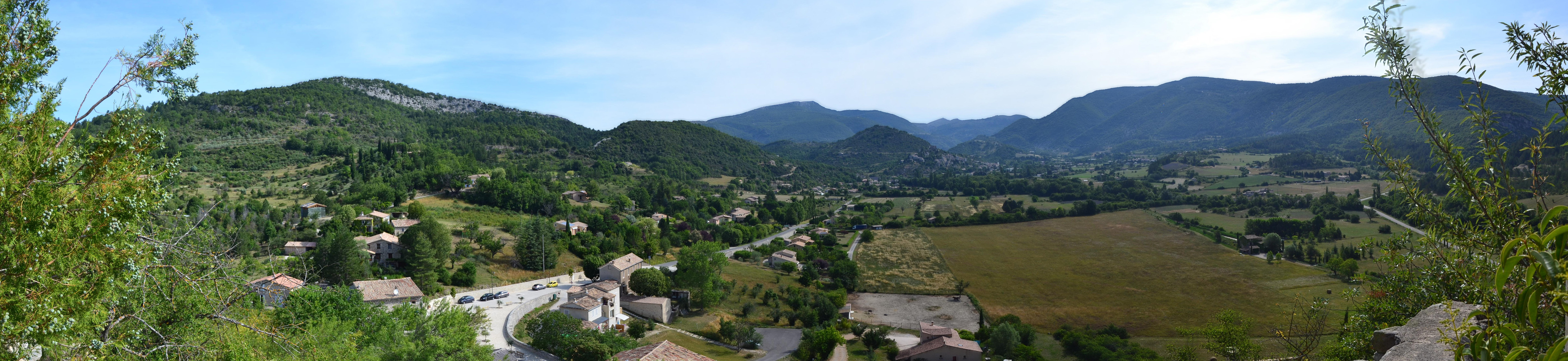
Landschap bij Reilhanette
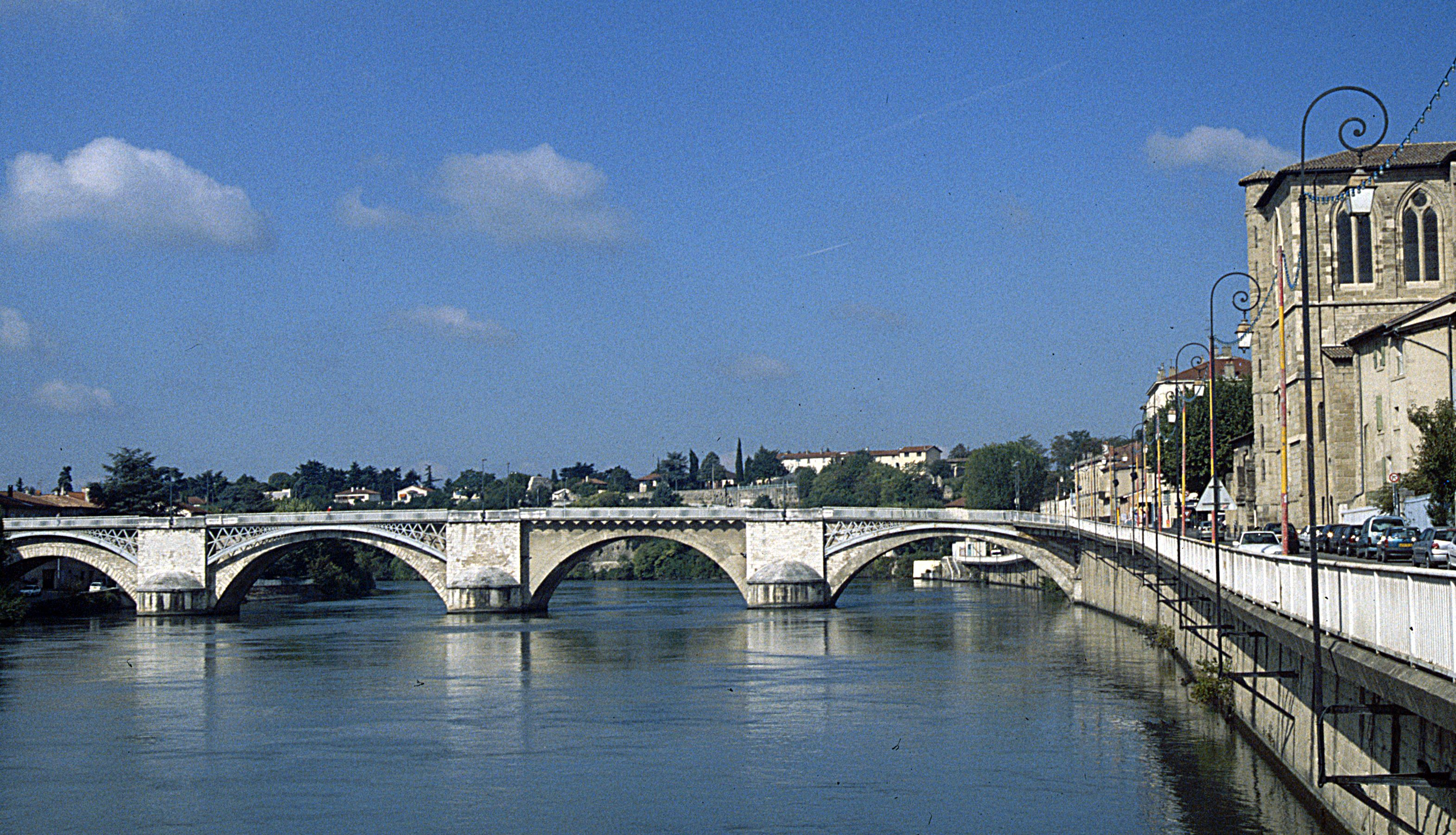
Romans-sur-Isère